# Vaporetto

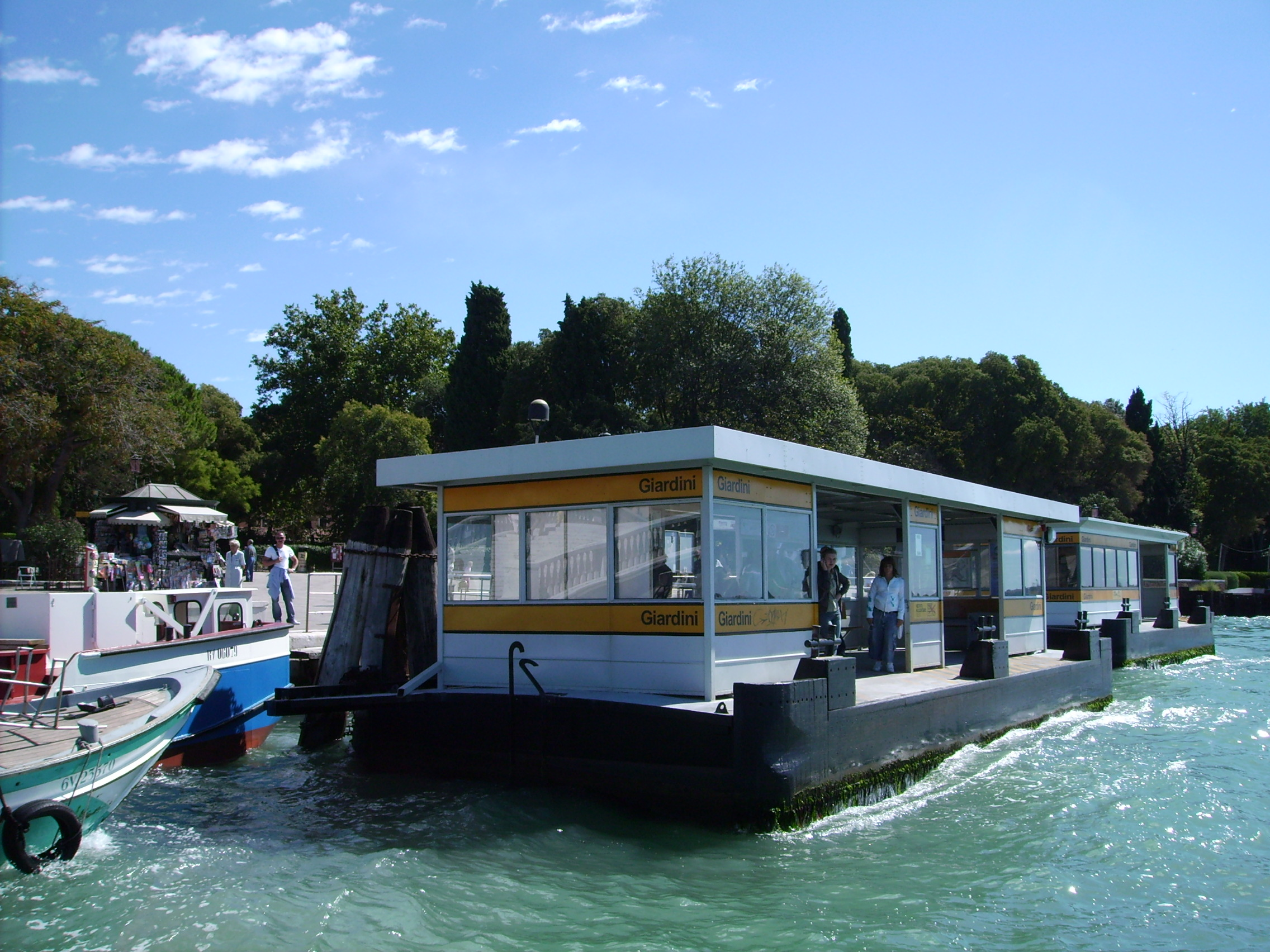
Vaporetto.

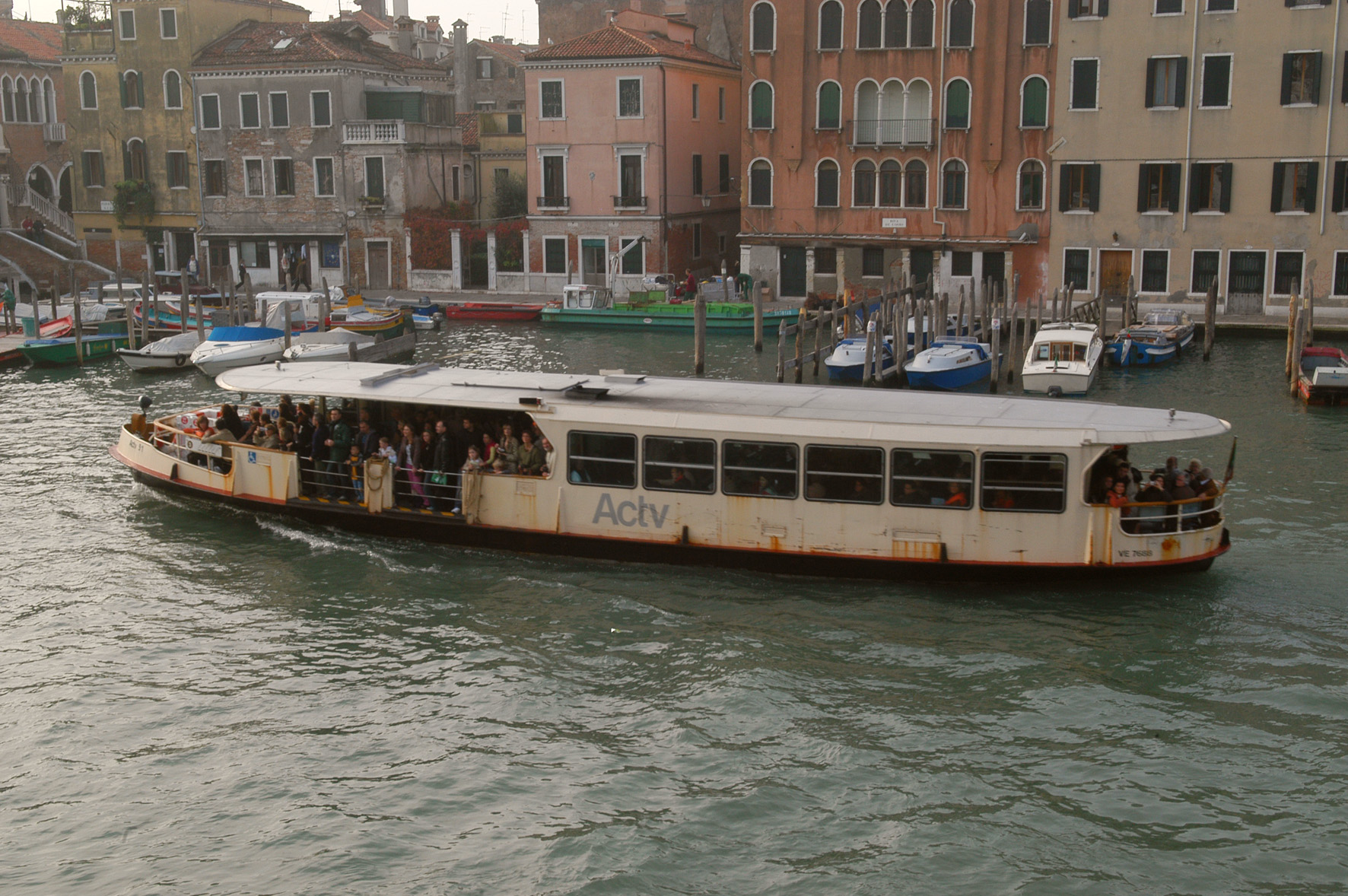
Vaporetto.

Vaporetto  (plur. vaporetti; ital. 'lilla ångan', "lilla ångbåten") är en stadsfärja i Venedig i Italien. Den trafikerar olika delar av staden och fungerar, i den helt bilfria stadskärnan, som det centrala Venedigs enda kollektivtrafik.
Linje 1 är den mest populära och går från Piazzale Roma, genom Canal Grande, Canale di San Marco, till Lido. Viktigaste hållplatser: Ferrovia (järnvägsstationen) Santa Lucia, Rialto, Accademia, San Marco (Piazzetta di San Marco och Marcusplatsen) och Lido.